# Таль, Михаил Нехемьевич
Михаил Нехемьевич Таль (латыш. Mihails Tāls; 9 ноября 1936, Рига, Латвия — 28 июня 1992, Москва, Россия) — советский и латвийский шахматист, гроссмейстер (1957), восьмой чемпион мира по шахматам (1960—1961), чемпион мира по блицу (1988). По образованию филолог.
Мастер спорта СССР (1954). Заслуженный мастер спорта СССР (1960), шестикратный чемпион СССР (1957, 1958, 1967, 1972, 1974, 1978), чемпион Латвийской ССР (1953, 1965), восьмикратный победитель шахматных олимпиад в составе команды СССР, шестикратный чемпион Европы и трёхкратный чемпион мира среди студентов в командном зачёте, победитель межзональных турниров (1958, 1964, 1979), турнира претендентов (1959), участник двух матчей на первенство мира и семи матчей претендентов, победитель 44 международных турниров, журналист, главный редактор (1960—1970) журнала «Шахматы» (латыш. «Šahs»), который издавался в Риге Госкомитетом спорта Латвийской ССР и республиканской шахматной федерацией.

## Биография

### Детство и юность
Михаил Нехемьевич Таль родился 9 ноября 1936 года в Риге в еврейской семье. Его родители Нехемия Мозусович и Ида Григорьевна Таль приходились друг другу двоюродными братом и сестрой. Отец, Нехемия Мозусович (Мозесович) Таль (1896, Либава — 1957, Рига), был известным врачом, главным неврологом Латвии. Согласно ряду биографов Таля, биологическим отцом Михаила (о чём знал и он, и круг знакомых) был друг семьи и впоследствии второй муж матери шахматиста Роберт Борисович Папирмейстер. В то же время вдова Таля, Ангелина, и дочь Жанна опровергали это.
От рождения у Михаила было три пальца на правой руке. В возрасте полугода он перенёс менингит в тяжелой форме.
Читать научился в три года, уже в возрасте 4 лет проявлял способности к математике (в пять лет перемножал в уме трёхзначные числа).
В 1941 году семья Таля была эвакуирована в село Юрла (сейчас — Коми-Пермяцкий округ Пермского края). В Юрле они прожили до 1945 года. Когда Михаилу было семь лет, отец научил его играть в шахматы.
Таль учился в Рижской средней школе № 22 и одновременно с лета 1946 г. посещал шахматный кружок рижского Дворца пионеров, где его тренером был кандидат в мастера Янис Крузкопс. В 10 лет Таль выполнил 3 разряд, далее победил в юношеском клубе в Риге, в 11 лет — второй разряд и первые межзональные матчи, в 13 лет — участник юношеской сборной команды Латвийской ССР, в 1949 году — выполнение первого разряда, в 17 лет Таль стал чемпионом республики и получил звание мастера. На командном чемпионате СССР (1953) разделил 1-е и 2-е место на 2-й доске и получил право на матч за звание мастера спорта СССР, который выиграл (1954) у многократного чемпиона Белоруссии Владимира Сайгина. В 1955-м занял 1-е место в полуфинале 23-го чемпионата СССР, что позволило в следующем году дебютировать во всесоюзном первенстве: 5—7-е место.

### Претендент

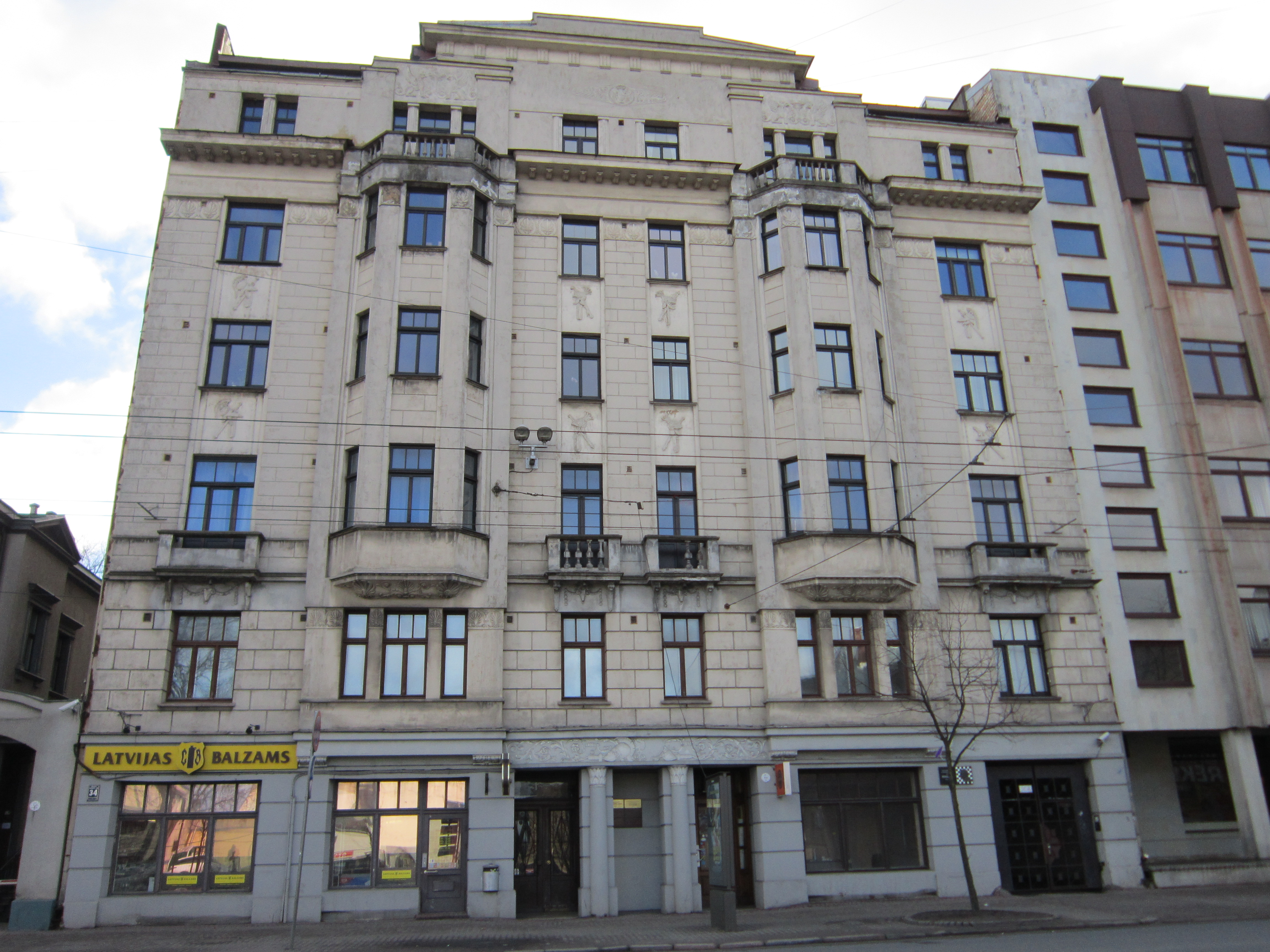
Дом в Риге, в котором жил Таль

Осенью 1956 года Таль разделил 5—6-е места в полуфинале всесоюзного первенства, и в следующем году снова принял участие в финальном турнире (24-м чемпионате СССР). На старте Таль одержал несколько побед, в том числе над участником матча на первенство мира Давидом Бронштейном. В середине турнира он проиграл две партии и немного отстал, но на финише в личной партии победил одного из лидеров, Кереса и возглавил таблицу вместе с Бронштейном и Толушем. В последнем туре Таль и Толуш играли между собой и Таль выиграл, проведя эффектную атаку. Поскольку Бронштейн сыграл последнюю партию вничью, Таль стал чемпионом страны. За этот успех ему было присвоено звание гроссмейстера. Игру Таля отличали агрессивный стиль и готовность идти на риск, что привлекало болельщиков.
Последующие выступления Таля — первенство мира среди студентов (1957) и чемпионат Европы (1957) — также прошли успешно. 25-й чемпионат страны (1958) вновь завершился победой Таля. На межзональном турнире в Портороже Талю было необходимо не только попасть в шестёрку, но и занять не ниже второго места среди советских гроссмейстеров, поскольку по решению ФИДЕ в турнире претендентов не могло участвовать больше четырёх шахматистов от одной страны, а Керес и Смыслов это право уже обеспечили. Таль занял первое место с 13½ очками из 20, проиграв только Матановичу и опередив на пол-очка Глигорича и на очко Бенко и Петросяна. В том же турнире шестое место занял пятнадцатилетний Роберт Фишер. Право бороться за звание чемпиона мира Таль подтвердил на 13-й олимпиаде в Мюнхене, показав абсолютно лучший результат: 13½ очков из 15 (1958), 26 чемпионате СССР в 1959 (2-3-е место) и на международном турнире в Цюрихе — 1-е место, 1959. В турнире претендентов (Блед — Загреб — Белград (Югославия), 1959) Таль одержал победу (20 из 28, Таль выиграл микроматчи у Смыслова, Глигорича, Фишера, Ф. Олафссона и Бенко, сыграл вничью с Петросяном и проиграл микроматч только Паулю Кересу) и завоевал право на матч с чемпионом мира.

### Чемпион мира
Матч за звание чемпиона мира на большинство из двадцати четырёх партий стартовал 15 марта 1960 года в театре имени Пушкина в Москве. До этого матча Таль и Ботвинник ни разу не играли друг с другом. Таль выиграл первую же партию, затем последовали несколько ничьих. Шестую и седьмую партию также выиграл Таль, причём шестую — благодаря жертве коня за пешку. В следующих двух партиях победу одержал Ботвинник. Важной стала одиннадцатая партия, которую Таль выиграл в классической манере, постепенно наращивая позиционное преимущество и затем сильно проведя эндшпиль. Затем последовала серия ничьих, наконец в семнадцатой партии Таль пошёл на обострение и в цейтноте Ботвинник просмотрел тактический удар. Преимущество Таля снова выросло до трёх очков, и он довёл матч до победы. После ничьей в двадцать первой партии 7 мая 1960 г. матч закончился досрочно со счётом 12½:8½ (6:2 по победам).

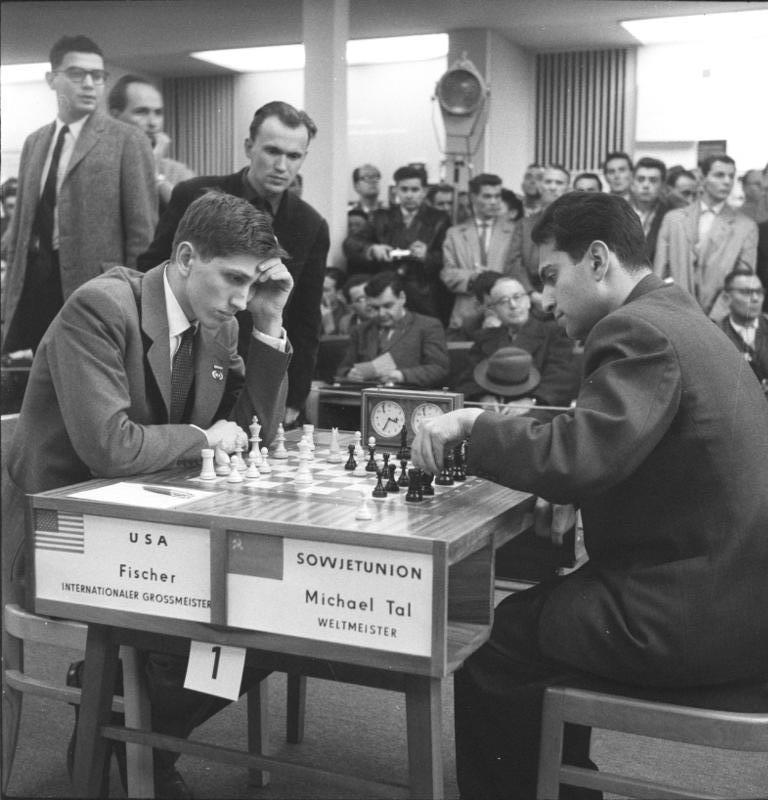
Таль (справа) против Бобби Фишера на олимпиаде в Лейпциге в 1960 году

23-летний Таль стал самым молодым чемпионом мира в 1960 году, только в 1985 году его рекорд превзошёл Гарри Каспаров во втором матче с Анатолием Карповым — 13-м чемпионом Каспаров стал в 22 года. Нового чемпиона в Риге встретили толпы людей. Успех Таля объясняли тем, что он навязывал Ботвиннику неудобные для него позиции, вынуждая сходить с проложенных рельс. Ради усложнения игры Таль шёл на материальные жертвы или на ухудшение позиции, но за доской это неоднократно срабатывало, Ботвинник выбирал неоптимальные продолжения, тратил много времени на обдумывание и попадал в цейтнот, чем Таль и пользовался.
В качестве чемпиона мира Таль выступил на 14-й олимпиаде осенью 1960 года в Лейпциге, где на первой доске набрал 11 очков из 17 (+8 -1 =6). Первую партию Таль выиграл у будущего президента ФИДЕ Флоренсио Кампоманеса. С лидером сборной США Робертом Фишером Таль сыграл вничью чёрными, а единственное поражение (первое в статусе чемпиона мира) потерпел чёрными от британца Джонатана Пенроуза (британские шахматисты не обыгрывали действующих чемпионов мира с конца XIX века). Впрочем, это поражение пришлось на последний тур олимпиады, когда сборная СССР уже обеспечила себе первое место. В 1961 году Таль победил на международном турнире в Стокгольме. 
В матче-реванше весной 1961 года в Москве Таль уступил отлично игравшему Ботвиннику — проиграл ему десять партий, выиграв лишь пять. Вничью закончились шесть партий. Таким образом, чемпионом мира Таль был всего 1 год и 5 дней.

### Последующая карьера
В течение 1961 года Таль выиграл очень сильный турнир в Бледе (14½ из 19; Фишер, которому Таль проиграл единственную партию, отстал на очко, Керес, Петросян и Глигорич — на два) и разделил с Васюковым 4—5-е места в очередном чемпионате СССР. Как экс-чемпион Таль был допущен в турнир претендентов на Кюрасао, но болезнь не позволила ему составить конкуренцию. За два месяца до турнира Таль перенёс операцию на почках, а после трёх кругов, когда Таль имел три победы при восьми ничьих и десяти поражениях, он выбыл из турнира. В 1962 году Таль был включён вторым запасным в советскую команду на олимпиаде в Варне и занял первое место на своей доске (+7 −0 =6), а также разделил 2—3-е места в чемпионате СССР (выиграл Корчной). В следующем году Таль выиграл мемориал Асталоша в венгерском Мишкольце и комментировал матч между Петросяном и Ботвинником.
В начале нового претендентского цикла (1964—1966) Таль разделил 1—4-е места со Смысловым, Спасским и Ларсеном в межзональном турнире, что позволило ему выйти в матчи претендентов 1965 года (эта система сменила турниры претендентов). Таль досрочно обыграл Портиша (5½:2½) и с большим трудом — Ларсена (5½:4½, в решающей партии Таль в дебюте пожертвовал фигуру, и Ларсен не нашёл правильной защиты). В финальном матче против Спасского Таль проиграл 4:7.

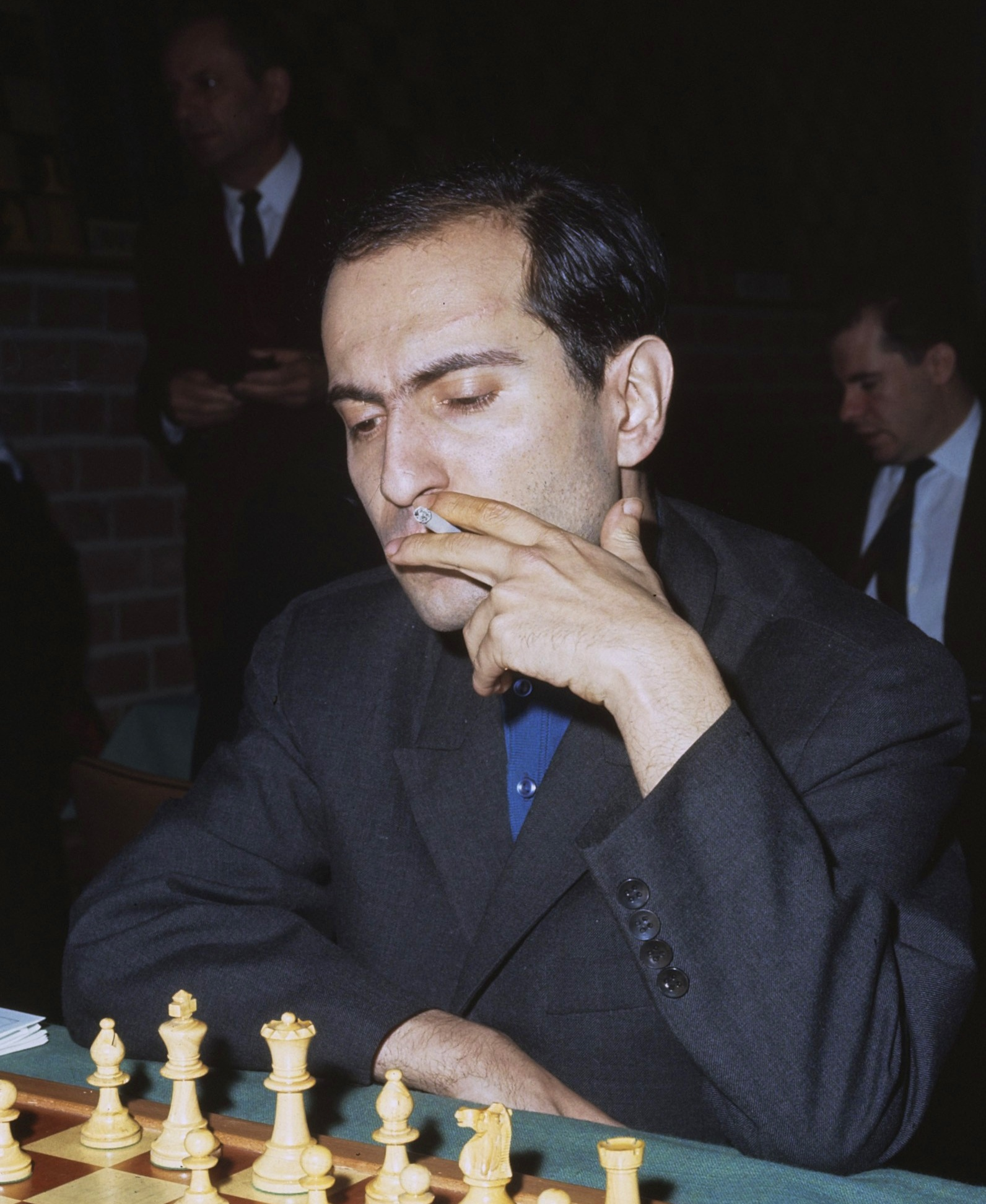
1968 год

Таль как финалист претендентского матча 1965 года получил право на участие в претендентском матче 1968 года. В апреле-мае 1968 он сыграл в Белграде четвертьфинальный матч со Светозаром Глигоричем. Несмотря на то, что матч проходил в родном городе Глигорича и поражение в первой же партии, советскому гроссмейстеру удалось одержать победу (+3 −1 =5). Однако в полуфинале Таль с минимальной разницей уступил Виктору Корчному (+1 −2 =7).
Последний взлёт Таля пришёлся на конец 1970-х годов. В 1978 году он разделил первое место с Цешковским в 46-м чемпионате СССР (11 из 17), эта победа в чемпионате страны стала для него шестой, больше одерживал только Ботвинник. В следующем году он поделил 2—3-е места на мемориале Кереса в Таллине, разделил с Карповым первое место на двухкруговом «Турнире звёзд» в Монреале (12 из 18; третий призёр Портиш отстал на полтора очка) и уверенно победил в межзональном турнире в Риге (14 из 17, отрыв от Полугаевского составил 2½ очка). В этих турнирах он проиграл только одну партию — в Таллине. Каспаров объяснял эти успехи сотрудничеством с Карповым во время матча на первенство мира в Багио. Однако в конце того же года он оказался только на 14—15-м местах в чемпионате СССР и проиграл четвертьфинальный матч Полугаевскому со счётом 2½:5½, не выиграв в нём ни одной партии.
Другие результаты в претендентских циклах: турнир претендентов в Монпелье — 4—5-е (1985); межзональные турниры: Биль (1976) — 2—4-е, Москва (1982) — 3—4-е, Таско (1985) — 3-е, Суботица (1987) — 4—5-е. Четвертьфинальный матч со С. Глигоричем был выигран, полуфинальный с традиционно «неудобным» В. Корчным (1968) — проигран, дополнительный матч за 4-е место с Я. Тимманом — Монпелье (1985) (по дополнительным показателям в полуфинальный матч претендентов допущен Тимман).

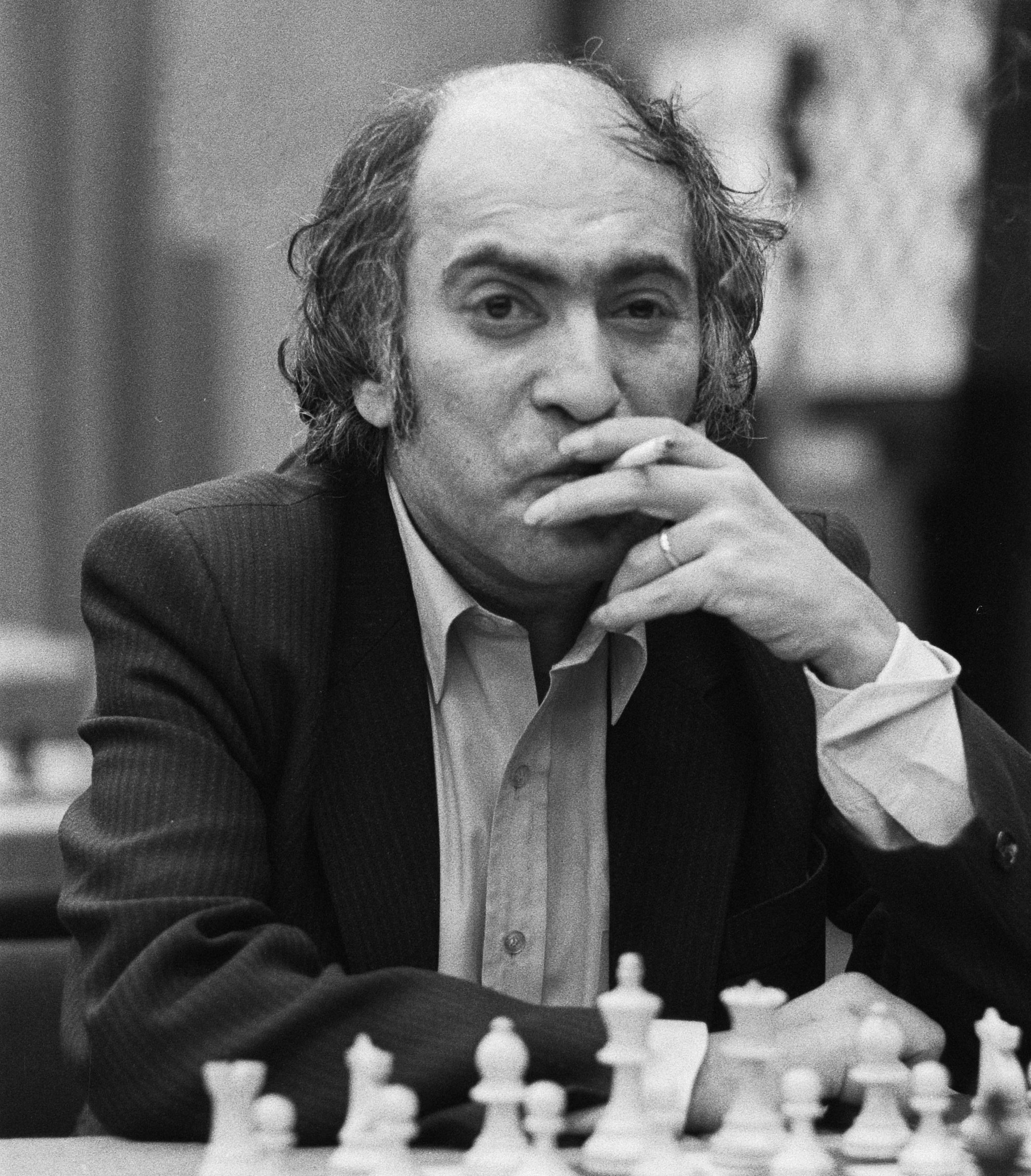
1982 год

Другие результаты Таля в чемпионатах СССР: 2—3-е места (1971), 3-е (1964—1965), 1—2-е (1967, 1974 и 1978), 1-е (1972), 2—5-е места (1975). Всего он завоёвывал звание чемпиона страны 6 раз. Ряд побед Таль одержал в международных соревнованиях: Гастингс, Рейкьявик и Кисловодск (1964), Пальма (о. Мальорка; 1966), Гори (1968), Сухуми (1972), Вейк-ан-Зее, Таллин и Сочи (1973), Люблин, Галле и Нови-Сад (1974), Таллин и Сочи (1977), Малага (1979), Кёльн — Порц, Ереван и Сочи (1982), разделил 1—2-е место — Сараево (1966), Тбилиси (1969 и 1986), Таллин (1971), Дубна (1973), Ленинград (1977), Львов (1981), Москва (1982), Таллин (1983), Албена (1984), Юрмала (1985), разделил 1—4-е место — Гастингс (1974) и Юрмала (1987), 1—3-е — Западный Берлин (1986). Лучше всех чемпионов мира выступал на Всемирных шахматных олимпиадах. В составе сборных команд страны Таль 8 раз становился победителем Всемирных олимпиад, занимая, как правило, первое место на своей доске; трижды показывал абсолютно лучший результат на олимпиадах, участвовал в матчах с командой избранных шахматистов мира (1970 Белград — 9-я (ничья с Найдорфом: +1 −1 =2) и 1984) Лондон — 7-я доска (выиграл у Нанна и сделал ничьи с Нанном и Чандлером). Он шестикратный чемпион Европы и трёхкратный чемпион мира среди студентов в командном зачёте. Выиграл 1-й неофициальный чемпионат мира по молниеносной игре (1988).
Таль охотно откликался на приглашения сыграть с молодёжью (турниры гроссмейстеров против молодых мастеров, турниры дворцов пионеров, где он возглавлял команду Рижского дворца пионеров и давал сеансы командам юных шахматистов из других дворцов, играл партию по переписке с читателями «Пионерской правды» и т. п.), участвовал во всевозможных экспериментах, где учёным нужен был «готовый на всё» гроссмейстер (игра с загипнотизированным, игра с сумасшедшим и т. п.).

### Смерть

Могила Таля на кладбище Шмерли в Риге

Свою последнюю официальную партию Таль сыграл уже будучи тяжело больным — 5 мая 1992 года на турнире в Барселоне, в котором он с 5½ очками из 11 занял место в нижней части таблицы. Его соперником был Владимир Акопян, эту партию Таль выиграл. 28 мая Таль занял 3-е место в чемпионате Москвы по блицу (первые два остались за Каспаровым, у которого Таль выиграл, и Бареевым). Таль собирался выступить за независимую Латвию на шахматной олимпиаде в Маниле, но не смог это сделать из-за ухудшившегося здоровья. 28 июня он умер в 15-й московской больнице, причиной смерти были указаны «профузное кровотечение. Варикоз вен пищевода».
Таль похоронен на еврейском кладбище Шмерли в Риге.

## Награды
- Орден «Знак Почёта» (16.09.1960) — за успешные выступления в XVII летних и VIII зимних Олимпийских играх 1960 года, а также за выдающиеся спортивные достижения[31]
- Орден Дружбы народов (1981)

## Личная жизнь
Таль был трижды женат. Его первой женой стала актриса рижского ТЮЗа Салли (Суламифь) Ландау. Они поженились в 1958 году, а в 1960 году родился сын (в разных источниках называются имена Герман и Георгий), позднее ставший врачом и эмигрировавший в Израиль. В 1970 году супруги развелись.
Таль заключил брак с грузинской актрисой, который оказался фиктивным, и в том же году женился на машинистке Ангелине Петуховой, с которой жил до конца жизни. В третьем браке в 1975 году родилась дочь Жанна. Долгое время жили в Германии. В 2016 году Жанна переехала в Россию.
Таль пользовался популярностью у женщин и был известен своими романами. Среди его поклонниц называли актрису Ларису Соболевскую, пианистку Беллу Давидович, танцовщицу Миру Кольцову.

## Стиль игры
|   | a | b | c | d | e | f | g | h |   |
| - | --- | --- | --- | --- | --- | --- | --- | --- | - |
| 8 | c8 чёрная ладья · g8 чёрный король · a7 чёрная пешка · b7 чёрная пешка · g7 чёрный слон · h7 чёрная пешка · d6 чёрная пешка · g6 чёрная пешка · d5 белая пешка · e5 чёрная пешка · f5 чёрный слон · h5 чёрный конь · b4 чёрный ферзь · c4 чёрная ладья · c3 белый конь · e3 белый слон · g3 белая пешка · h3 белая пешка · a2 белая пешка · b2 белая пешка · e2 белый ферзь · f2 белая пешка · g2 белый слон · h2 белый король · a1 белая ладья · c1 белая ладья | c8 чёрная ладья · g8 чёрный король · a7 чёрная пешка · b7 чёрная пешка · g7 чёрный слон · h7 чёрная пешка · d6 чёрная пешка · g6 чёрная пешка · d5 белая пешка · e5 чёрная пешка · f5 чёрный слон · h5 чёрный конь · b4 чёрный ферзь · c4 чёрная ладья · c3 белый конь · e3 белый слон · g3 белая пешка · h3 белая пешка · a2 белая пешка · b2 белая пешка · e2 белый ферзь · f2 белая пешка · g2 белый слон · h2 белый король · a1 белая ладья · c1 белая ладья | c8 чёрная ладья · g8 чёрный король · a7 чёрная пешка · b7 чёрная пешка · g7 чёрный слон · h7 чёрная пешка · d6 чёрная пешка · g6 чёрная пешка · d5 белая пешка · e5 чёрная пешка · f5 чёрный слон · h5 чёрный конь · b4 чёрный ферзь · c4 чёрная ладья · c3 белый конь · e3 белый слон · g3 белая пешка · h3 белая пешка · a2 белая пешка · b2 белая пешка · e2 белый ферзь · f2 белая пешка · g2 белый слон · h2 белый король · a1 белая ладья · c1 белая ладья | c8 чёрная ладья · g8 чёрный король · a7 чёрная пешка · b7 чёрная пешка · g7 чёрный слон · h7 чёрная пешка · d6 чёрная пешка · g6 чёрная пешка · d5 белая пешка · e5 чёрная пешка · f5 чёрный слон · h5 чёрный конь · b4 чёрный ферзь · c4 чёрная ладья · c3 белый конь · e3 белый слон · g3 белая пешка · h3 белая пешка · a2 белая пешка · b2 белая пешка · e2 белый ферзь · f2 белая пешка · g2 белый слон · h2 белый король · a1 белая ладья · c1 белая ладья | c8 чёрная ладья · g8 чёрный король · a7 чёрная пешка · b7 чёрная пешка · g7 чёрный слон · h7 чёрная пешка · d6 чёрная пешка · g6 чёрная пешка · d5 белая пешка · e5 чёрная пешка · f5 чёрный слон · h5 чёрный конь · b4 чёрный ферзь · c4 чёрная ладья · c3 белый конь · e3 белый слон · g3 белая пешка · h3 белая пешка · a2 белая пешка · b2 белая пешка · e2 белый ферзь · f2 белая пешка · g2 белый слон · h2 белый король · a1 белая ладья · c1 белая ладья | c8 чёрная ладья · g8 чёрный король · a7 чёрная пешка · b7 чёрная пешка · g7 чёрный слон · h7 чёрная пешка · d6 чёрная пешка · g6 чёрная пешка · d5 белая пешка · e5 чёрная пешка · f5 чёрный слон · h5 чёрный конь · b4 чёрный ферзь · c4 чёрная ладья · c3 белый конь · e3 белый слон · g3 белая пешка · h3 белая пешка · a2 белая пешка · b2 белая пешка · e2 белый ферзь · f2 белая пешка · g2 белый слон · h2 белый король · a1 белая ладья · c1 белая ладья | c8 чёрная ладья · g8 чёрный король · a7 чёрная пешка · b7 чёрная пешка · g7 чёрный слон · h7 чёрная пешка · d6 чёрная пешка · g6 чёрная пешка · d5 белая пешка · e5 чёрная пешка · f5 чёрный слон · h5 чёрный конь · b4 чёрный ферзь · c4 чёрная ладья · c3 белый конь · e3 белый слон · g3 белая пешка · h3 белая пешка · a2 белая пешка · b2 белая пешка · e2 белый ферзь · f2 белая пешка · g2 белый слон · h2 белый король · a1 белая ладья · c1 белая ладья | c8 чёрная ладья · g8 чёрный король · a7 чёрная пешка · b7 чёрная пешка · g7 чёрный слон · h7 чёрная пешка · d6 чёрная пешка · g6 чёрная пешка · d5 белая пешка · e5 чёрная пешка · f5 чёрный слон · h5 чёрный конь · b4 чёрный ферзь · c4 чёрная ладья · c3 белый конь · e3 белый слон · g3 белая пешка · h3 белая пешка · a2 белая пешка · b2 белая пешка · e2 белый ферзь · f2 белая пешка · g2 белый слон · h2 белый король · a1 белая ладья · c1 белая ладья | 8 |
| 7 | c8 чёрная ладья · g8 чёрный король · a7 чёрная пешка · b7 чёрная пешка · g7 чёрный слон · h7 чёрная пешка · d6 чёрная пешка · g6 чёрная пешка · d5 белая пешка · e5 чёрная пешка · f5 чёрный слон · h5 чёрный конь · b4 чёрный ферзь · c4 чёрная ладья · c3 белый конь · e3 белый слон · g3 белая пешка · h3 белая пешка · a2 белая пешка · b2 белая пешка · e2 белый ферзь · f2 белая пешка · g2 белый слон · h2 белый король · a1 белая ладья · c1 белая ладья | c8 чёрная ладья · g8 чёрный король · a7 чёрная пешка · b7 чёрная пешка · g7 чёрный слон · h7 чёрная пешка · d6 чёрная пешка · g6 чёрная пешка · d5 белая пешка · e5 чёрная пешка · f5 чёрный слон · h5 чёрный конь · b4 чёрный ферзь · c4 чёрная ладья · c3 белый конь · e3 белый слон · g3 белая пешка · h3 белая пешка · a2 белая пешка · b2 белая пешка · e2 белый ферзь · f2 белая пешка · g2 белый слон · h2 белый король · a1 белая ладья · c1 белая ладья | c8 чёрная ладья · g8 чёрный король · a7 чёрная пешка · b7 чёрная пешка · g7 чёрный слон · h7 чёрная пешка · d6 чёрная пешка · g6 чёрная пешка · d5 белая пешка · e5 чёрная пешка · f5 чёрный слон · h5 чёрный конь · b4 чёрный ферзь · c4 чёрная ладья · c3 белый конь · e3 белый слон · g3 белая пешка · h3 белая пешка · a2 белая пешка · b2 белая пешка · e2 белый ферзь · f2 белая пешка · g2 белый слон · h2 белый король · a1 белая ладья · c1 белая ладья | c8 чёрная ладья · g8 чёрный король · a7 чёрная пешка · b7 чёрная пешка · g7 чёрный слон · h7 чёрная пешка · d6 чёрная пешка · g6 чёрная пешка · d5 белая пешка · e5 чёрная пешка · f5 чёрный слон · h5 чёрный конь · b4 чёрный ферзь · c4 чёрная ладья · c3 белый конь · e3 белый слон · g3 белая пешка · h3 белая пешка · a2 белая пешка · b2 белая пешка · e2 белый ферзь · f2 белая пешка · g2 белый слон · h2 белый король · a1 белая ладья · c1 белая ладья | c8 чёрная ладья · g8 чёрный король · a7 чёрная пешка · b7 чёрная пешка · g7 чёрный слон · h7 чёрная пешка · d6 чёрная пешка · g6 чёрная пешка · d5 белая пешка · e5 чёрная пешка · f5 чёрный слон · h5 чёрный конь · b4 чёрный ферзь · c4 чёрная ладья · c3 белый конь · e3 белый слон · g3 белая пешка · h3 белая пешка · a2 белая пешка · b2 белая пешка · e2 белый ферзь · f2 белая пешка · g2 белый слон · h2 белый король · a1 белая ладья · c1 белая ладья | c8 чёрная ладья · g8 чёрный король · a7 чёрная пешка · b7 чёрная пешка · g7 чёрный слон · h7 чёрная пешка · d6 чёрная пешка · g6 чёрная пешка · d5 белая пешка · e5 чёрная пешка · f5 чёрный слон · h5 чёрный конь · b4 чёрный ферзь · c4 чёрная ладья · c3 белый конь · e3 белый слон · g3 белая пешка · h3 белая пешка · a2 белая пешка · b2 белая пешка · e2 белый ферзь · f2 белая пешка · g2 белый слон · h2 белый король · a1 белая ладья · c1 белая ладья | c8 чёрная ладья · g8 чёрный король · a7 чёрная пешка · b7 чёрная пешка · g7 чёрный слон · h7 чёрная пешка · d6 чёрная пешка · g6 чёрная пешка · d5 белая пешка · e5 чёрная пешка · f5 чёрный слон · h5 чёрный конь · b4 чёрный ферзь · c4 чёрная ладья · c3 белый конь · e3 белый слон · g3 белая пешка · h3 белая пешка · a2 белая пешка · b2 белая пешка · e2 белый ферзь · f2 белая пешка · g2 белый слон · h2 белый король · a1 белая ладья · c1 белая ладья | c8 чёрная ладья · g8 чёрный король · a7 чёрная пешка · b7 чёрная пешка · g7 чёрный слон · h7 чёрная пешка · d6 чёрная пешка · g6 чёрная пешка · d5 белая пешка · e5 чёрная пешка · f5 чёрный слон · h5 чёрный конь · b4 чёрный ферзь · c4 чёрная ладья · c3 белый конь · e3 белый слон · g3 белая пешка · h3 белая пешка · a2 белая пешка · b2 белая пешка · e2 белый ферзь · f2 белая пешка · g2 белый слон · h2 белый король · a1 белая ладья · c1 белая ладья | 7 |
| 6 | c8 чёрная ладья · g8 чёрный король · a7 чёрная пешка · b7 чёрная пешка · g7 чёрный слон · h7 чёрная пешка · d6 чёрная пешка · g6 чёрная пешка · d5 белая пешка · e5 чёрная пешка · f5 чёрный слон · h5 чёрный конь · b4 чёрный ферзь · c4 чёрная ладья · c3 белый конь · e3 белый слон · g3 белая пешка · h3 белая пешка · a2 белая пешка · b2 белая пешка · e2 белый ферзь · f2 белая пешка · g2 белый слон · h2 белый король · a1 белая ладья · c1 белая ладья | c8 чёрная ладья · g8 чёрный король · a7 чёрная пешка · b7 чёрная пешка · g7 чёрный слон · h7 чёрная пешка · d6 чёрная пешка · g6 чёрная пешка · d5 белая пешка · e5 чёрная пешка · f5 чёрный слон · h5 чёрный конь · b4 чёрный ферзь · c4 чёрная ладья · c3 белый конь · e3 белый слон · g3 белая пешка · h3 белая пешка · a2 белая пешка · b2 белая пешка · e2 белый ферзь · f2 белая пешка · g2 белый слон · h2 белый король · a1 белая ладья · c1 белая ладья | c8 чёрная ладья · g8 чёрный король · a7 чёрная пешка · b7 чёрная пешка · g7 чёрный слон · h7 чёрная пешка · d6 чёрная пешка · g6 чёрная пешка · d5 белая пешка · e5 чёрная пешка · f5 чёрный слон · h5 чёрный конь · b4 чёрный ферзь · c4 чёрная ладья · c3 белый конь · e3 белый слон · g3 белая пешка · h3 белая пешка · a2 белая пешка · b2 белая пешка · e2 белый ферзь · f2 белая пешка · g2 белый слон · h2 белый король · a1 белая ладья · c1 белая ладья | c8 чёрная ладья · g8 чёрный король · a7 чёрная пешка · b7 чёрная пешка · g7 чёрный слон · h7 чёрная пешка · d6 чёрная пешка · g6 чёрная пешка · d5 белая пешка · e5 чёрная пешка · f5 чёрный слон · h5 чёрный конь · b4 чёрный ферзь · c4 чёрная ладья · c3 белый конь · e3 белый слон · g3 белая пешка · h3 белая пешка · a2 белая пешка · b2 белая пешка · e2 белый ферзь · f2 белая пешка · g2 белый слон · h2 белый король · a1 белая ладья · c1 белая ладья | c8 чёрная ладья · g8 чёрный король · a7 чёрная пешка · b7 чёрная пешка · g7 чёрный слон · h7 чёрная пешка · d6 чёрная пешка · g6 чёрная пешка · d5 белая пешка · e5 чёрная пешка · f5 чёрный слон · h5 чёрный конь · b4 чёрный ферзь · c4 чёрная ладья · c3 белый конь · e3 белый слон · g3 белая пешка · h3 белая пешка · a2 белая пешка · b2 белая пешка · e2 белый ферзь · f2 белая пешка · g2 белый слон · h2 белый король · a1 белая ладья · c1 белая ладья | c8 чёрная ладья · g8 чёрный король · a7 чёрная пешка · b7 чёрная пешка · g7 чёрный слон · h7 чёрная пешка · d6 чёрная пешка · g6 чёрная пешка · d5 белая пешка · e5 чёрная пешка · f5 чёрный слон · h5 чёрный конь · b4 чёрный ферзь · c4 чёрная ладья · c3 белый конь · e3 белый слон · g3 белая пешка · h3 белая пешка · a2 белая пешка · b2 белая пешка · e2 белый ферзь · f2 белая пешка · g2 белый слон · h2 белый король · a1 белая ладья · c1 белая ладья | c8 чёрная ладья · g8 чёрный король · a7 чёрная пешка · b7 чёрная пешка · g7 чёрный слон · h7 чёрная пешка · d6 чёрная пешка · g6 чёрная пешка · d5 белая пешка · e5 чёрная пешка · f5 чёрный слон · h5 чёрный конь · b4 чёрный ферзь · c4 чёрная ладья · c3 белый конь · e3 белый слон · g3 белая пешка · h3 белая пешка · a2 белая пешка · b2 белая пешка · e2 белый ферзь · f2 белая пешка · g2 белый слон · h2 белый король · a1 белая ладья · c1 белая ладья | c8 чёрная ладья · g8 чёрный король · a7 чёрная пешка · b7 чёрная пешка · g7 чёрный слон · h7 чёрная пешка · d6 чёрная пешка · g6 чёрная пешка · d5 белая пешка · e5 чёрная пешка · f5 чёрный слон · h5 чёрный конь · b4 чёрный ферзь · c4 чёрная ладья · c3 белый конь · e3 белый слон · g3 белая пешка · h3 белая пешка · a2 белая пешка · b2 белая пешка · e2 белый ферзь · f2 белая пешка · g2 белый слон · h2 белый король · a1 белая ладья · c1 белая ладья | 6 |
| 5 | c8 чёрная ладья · g8 чёрный король · a7 чёрная пешка · b7 чёрная пешка · g7 чёрный слон · h7 чёрная пешка · d6 чёрная пешка · g6 чёрная пешка · d5 белая пешка · e5 чёрная пешка · f5 чёрный слон · h5 чёрный конь · b4 чёрный ферзь · c4 чёрная ладья · c3 белый конь · e3 белый слон · g3 белая пешка · h3 белая пешка · a2 белая пешка · b2 белая пешка · e2 белый ферзь · f2 белая пешка · g2 белый слон · h2 белый король · a1 белая ладья · c1 белая ладья | c8 чёрная ладья · g8 чёрный король · a7 чёрная пешка · b7 чёрная пешка · g7 чёрный слон · h7 чёрная пешка · d6 чёрная пешка · g6 чёрная пешка · d5 белая пешка · e5 чёрная пешка · f5 чёрный слон · h5 чёрный конь · b4 чёрный ферзь · c4 чёрная ладья · c3 белый конь · e3 белый слон · g3 белая пешка · h3 белая пешка · a2 белая пешка · b2 белая пешка · e2 белый ферзь · f2 белая пешка · g2 белый слон · h2 белый король · a1 белая ладья · c1 белая ладья | c8 чёрная ладья · g8 чёрный король · a7 чёрная пешка · b7 чёрная пешка · g7 чёрный слон · h7 чёрная пешка · d6 чёрная пешка · g6 чёрная пешка · d5 белая пешка · e5 чёрная пешка · f5 чёрный слон · h5 чёрный конь · b4 чёрный ферзь · c4 чёрная ладья · c3 белый конь · e3 белый слон · g3 белая пешка · h3 белая пешка · a2 белая пешка · b2 белая пешка · e2 белый ферзь · f2 белая пешка · g2 белый слон · h2 белый король · a1 белая ладья · c1 белая ладья | c8 чёрная ладья · g8 чёрный король · a7 чёрная пешка · b7 чёрная пешка · g7 чёрный слон · h7 чёрная пешка · d6 чёрная пешка · g6 чёрная пешка · d5 белая пешка · e5 чёрная пешка · f5 чёрный слон · h5 чёрный конь · b4 чёрный ферзь · c4 чёрная ладья · c3 белый конь · e3 белый слон · g3 белая пешка · h3 белая пешка · a2 белая пешка · b2 белая пешка · e2 белый ферзь · f2 белая пешка · g2 белый слон · h2 белый король · a1 белая ладья · c1 белая ладья | c8 чёрная ладья · g8 чёрный король · a7 чёрная пешка · b7 чёрная пешка · g7 чёрный слон · h7 чёрная пешка · d6 чёрная пешка · g6 чёрная пешка · d5 белая пешка · e5 чёрная пешка · f5 чёрный слон · h5 чёрный конь · b4 чёрный ферзь · c4 чёрная ладья · c3 белый конь · e3 белый слон · g3 белая пешка · h3 белая пешка · a2 белая пешка · b2 белая пешка · e2 белый ферзь · f2 белая пешка · g2 белый слон · h2 белый король · a1 белая ладья · c1 белая ладья | c8 чёрная ладья · g8 чёрный король · a7 чёрная пешка · b7 чёрная пешка · g7 чёрный слон · h7 чёрная пешка · d6 чёрная пешка · g6 чёрная пешка · d5 белая пешка · e5 чёрная пешка · f5 чёрный слон · h5 чёрный конь · b4 чёрный ферзь · c4 чёрная ладья · c3 белый конь · e3 белый слон · g3 белая пешка · h3 белая пешка · a2 белая пешка · b2 белая пешка · e2 белый ферзь · f2 белая пешка · g2 белый слон · h2 белый король · a1 белая ладья · c1 белая ладья | c8 чёрная ладья · g8 чёрный король · a7 чёрная пешка · b7 чёрная пешка · g7 чёрный слон · h7 чёрная пешка · d6 чёрная пешка · g6 чёрная пешка · d5 белая пешка · e5 чёрная пешка · f5 чёрный слон · h5 чёрный конь · b4 чёрный ферзь · c4 чёрная ладья · c3 белый конь · e3 белый слон · g3 белая пешка · h3 белая пешка · a2 белая пешка · b2 белая пешка · e2 белый ферзь · f2 белая пешка · g2 белый слон · h2 белый король · a1 белая ладья · c1 белая ладья | c8 чёрная ладья · g8 чёрный король · a7 чёрная пешка · b7 чёрная пешка · g7 чёрный слон · h7 чёрная пешка · d6 чёрная пешка · g6 чёрная пешка · d5 белая пешка · e5 чёрная пешка · f5 чёрный слон · h5 чёрный конь · b4 чёрный ферзь · c4 чёрная ладья · c3 белый конь · e3 белый слон · g3 белая пешка · h3 белая пешка · a2 белая пешка · b2 белая пешка · e2 белый ферзь · f2 белая пешка · g2 белый слон · h2 белый король · a1 белая ладья · c1 белая ладья | 5 |
| 4 | c8 чёрная ладья · g8 чёрный король · a7 чёрная пешка · b7 чёрная пешка · g7 чёрный слон · h7 чёрная пешка · d6 чёрная пешка · g6 чёрная пешка · d5 белая пешка · e5 чёрная пешка · f5 чёрный слон · h5 чёрный конь · b4 чёрный ферзь · c4 чёрная ладья · c3 белый конь · e3 белый слон · g3 белая пешка · h3 белая пешка · a2 белая пешка · b2 белая пешка · e2 белый ферзь · f2 белая пешка · g2 белый слон · h2 белый король · a1 белая ладья · c1 белая ладья | c8 чёрная ладья · g8 чёрный король · a7 чёрная пешка · b7 чёрная пешка · g7 чёрный слон · h7 чёрная пешка · d6 чёрная пешка · g6 чёрная пешка · d5 белая пешка · e5 чёрная пешка · f5 чёрный слон · h5 чёрный конь · b4 чёрный ферзь · c4 чёрная ладья · c3 белый конь · e3 белый слон · g3 белая пешка · h3 белая пешка · a2 белая пешка · b2 белая пешка · e2 белый ферзь · f2 белая пешка · g2 белый слон · h2 белый король · a1 белая ладья · c1 белая ладья | c8 чёрная ладья · g8 чёрный король · a7 чёрная пешка · b7 чёрная пешка · g7 чёрный слон · h7 чёрная пешка · d6 чёрная пешка · g6 чёрная пешка · d5 белая пешка · e5 чёрная пешка · f5 чёрный слон · h5 чёрный конь · b4 чёрный ферзь · c4 чёрная ладья · c3 белый конь · e3 белый слон · g3 белая пешка · h3 белая пешка · a2 белая пешка · b2 белая пешка · e2 белый ферзь · f2 белая пешка · g2 белый слон · h2 белый король · a1 белая ладья · c1 белая ладья | c8 чёрная ладья · g8 чёрный король · a7 чёрная пешка · b7 чёрная пешка · g7 чёрный слон · h7 чёрная пешка · d6 чёрная пешка · g6 чёрная пешка · d5 белая пешка · e5 чёрная пешка · f5 чёрный слон · h5 чёрный конь · b4 чёрный ферзь · c4 чёрная ладья · c3 белый конь · e3 белый слон · g3 белая пешка · h3 белая пешка · a2 белая пешка · b2 белая пешка · e2 белый ферзь · f2 белая пешка · g2 белый слон · h2 белый король · a1 белая ладья · c1 белая ладья | c8 чёрная ладья · g8 чёрный король · a7 чёрная пешка · b7 чёрная пешка · g7 чёрный слон · h7 чёрная пешка · d6 чёрная пешка · g6 чёрная пешка · d5 белая пешка · e5 чёрная пешка · f5 чёрный слон · h5 чёрный конь · b4 чёрный ферзь · c4 чёрная ладья · c3 белый конь · e3 белый слон · g3 белая пешка · h3 белая пешка · a2 белая пешка · b2 белая пешка · e2 белый ферзь · f2 белая пешка · g2 белый слон · h2 белый король · a1 белая ладья · c1 белая ладья | c8 чёрная ладья · g8 чёрный король · a7 чёрная пешка · b7 чёрная пешка · g7 чёрный слон · h7 чёрная пешка · d6 чёрная пешка · g6 чёрная пешка · d5 белая пешка · e5 чёрная пешка · f5 чёрный слон · h5 чёрный конь · b4 чёрный ферзь · c4 чёрная ладья · c3 белый конь · e3 белый слон · g3 белая пешка · h3 белая пешка · a2 белая пешка · b2 белая пешка · e2 белый ферзь · f2 белая пешка · g2 белый слон · h2 белый король · a1 белая ладья · c1 белая ладья | c8 чёрная ладья · g8 чёрный король · a7 чёрная пешка · b7 чёрная пешка · g7 чёрный слон · h7 чёрная пешка · d6 чёрная пешка · g6 чёрная пешка · d5 белая пешка · e5 чёрная пешка · f5 чёрный слон · h5 чёрный конь · b4 чёрный ферзь · c4 чёрная ладья · c3 белый конь · e3 белый слон · g3 белая пешка · h3 белая пешка · a2 белая пешка · b2 белая пешка · e2 белый ферзь · f2 белая пешка · g2 белый слон · h2 белый король · a1 белая ладья · c1 белая ладья | c8 чёрная ладья · g8 чёрный король · a7 чёрная пешка · b7 чёрная пешка · g7 чёрный слон · h7 чёрная пешка · d6 чёрная пешка · g6 чёрная пешка · d5 белая пешка · e5 чёрная пешка · f5 чёрный слон · h5 чёрный конь · b4 чёрный ферзь · c4 чёрная ладья · c3 белый конь · e3 белый слон · g3 белая пешка · h3 белая пешка · a2 белая пешка · b2 белая пешка · e2 белый ферзь · f2 белая пешка · g2 белый слон · h2 белый король · a1 белая ладья · c1 белая ладья | 4 |
| 3 | c8 чёрная ладья · g8 чёрный король · a7 чёрная пешка · b7 чёрная пешка · g7 чёрный слон · h7 чёрная пешка · d6 чёрная пешка · g6 чёрная пешка · d5 белая пешка · e5 чёрная пешка · f5 чёрный слон · h5 чёрный конь · b4 чёрный ферзь · c4 чёрная ладья · c3 белый конь · e3 белый слон · g3 белая пешка · h3 белая пешка · a2 белая пешка · b2 белая пешка · e2 белый ферзь · f2 белая пешка · g2 белый слон · h2 белый король · a1 белая ладья · c1 белая ладья | c8 чёрная ладья · g8 чёрный король · a7 чёрная пешка · b7 чёрная пешка · g7 чёрный слон · h7 чёрная пешка · d6 чёрная пешка · g6 чёрная пешка · d5 белая пешка · e5 чёрная пешка · f5 чёрный слон · h5 чёрный конь · b4 чёрный ферзь · c4 чёрная ладья · c3 белый конь · e3 белый слон · g3 белая пешка · h3 белая пешка · a2 белая пешка · b2 белая пешка · e2 белый ферзь · f2 белая пешка · g2 белый слон · h2 белый король · a1 белая ладья · c1 белая ладья | c8 чёрная ладья · g8 чёрный король · a7 чёрная пешка · b7 чёрная пешка · g7 чёрный слон · h7 чёрная пешка · d6 чёрная пешка · g6 чёрная пешка · d5 белая пешка · e5 чёрная пешка · f5 чёрный слон · h5 чёрный конь · b4 чёрный ферзь · c4 чёрная ладья · c3 белый конь · e3 белый слон · g3 белая пешка · h3 белая пешка · a2 белая пешка · b2 белая пешка · e2 белый ферзь · f2 белая пешка · g2 белый слон · h2 белый король · a1 белая ладья · c1 белая ладья | c8 чёрная ладья · g8 чёрный король · a7 чёрная пешка · b7 чёрная пешка · g7 чёрный слон · h7 чёрная пешка · d6 чёрная пешка · g6 чёрная пешка · d5 белая пешка · e5 чёрная пешка · f5 чёрный слон · h5 чёрный конь · b4 чёрный ферзь · c4 чёрная ладья · c3 белый конь · e3 белый слон · g3 белая пешка · h3 белая пешка · a2 белая пешка · b2 белая пешка · e2 белый ферзь · f2 белая пешка · g2 белый слон · h2 белый король · a1 белая ладья · c1 белая ладья | c8 чёрная ладья · g8 чёрный король · a7 чёрная пешка · b7 чёрная пешка · g7 чёрный слон · h7 чёрная пешка · d6 чёрная пешка · g6 чёрная пешка · d5 белая пешка · e5 чёрная пешка · f5 чёрный слон · h5 чёрный конь · b4 чёрный ферзь · c4 чёрная ладья · c3 белый конь · e3 белый слон · g3 белая пешка · h3 белая пешка · a2 белая пешка · b2 белая пешка · e2 белый ферзь · f2 белая пешка · g2 белый слон · h2 белый король · a1 белая ладья · c1 белая ладья | c8 чёрная ладья · g8 чёрный король · a7 чёрная пешка · b7 чёрная пешка · g7 чёрный слон · h7 чёрная пешка · d6 чёрная пешка · g6 чёрная пешка · d5 белая пешка · e5 чёрная пешка · f5 чёрный слон · h5 чёрный конь · b4 чёрный ферзь · c4 чёрная ладья · c3 белый конь · e3 белый слон · g3 белая пешка · h3 белая пешка · a2 белая пешка · b2 белая пешка · e2 белый ферзь · f2 белая пешка · g2 белый слон · h2 белый король · a1 белая ладья · c1 белая ладья | c8 чёрная ладья · g8 чёрный король · a7 чёрная пешка · b7 чёрная пешка · g7 чёрный слон · h7 чёрная пешка · d6 чёрная пешка · g6 чёрная пешка · d5 белая пешка · e5 чёрная пешка · f5 чёрный слон · h5 чёрный конь · b4 чёрный ферзь · c4 чёрная ладья · c3 белый конь · e3 белый слон · g3 белая пешка · h3 белая пешка · a2 белая пешка · b2 белая пешка · e2 белый ферзь · f2 белая пешка · g2 белый слон · h2 белый король · a1 белая ладья · c1 белая ладья | c8 чёрная ладья · g8 чёрный король · a7 чёрная пешка · b7 чёрная пешка · g7 чёрный слон · h7 чёрная пешка · d6 чёрная пешка · g6 чёрная пешка · d5 белая пешка · e5 чёрная пешка · f5 чёрный слон · h5 чёрный конь · b4 чёрный ферзь · c4 чёрная ладья · c3 белый конь · e3 белый слон · g3 белая пешка · h3 белая пешка · a2 белая пешка · b2 белая пешка · e2 белый ферзь · f2 белая пешка · g2 белый слон · h2 белый король · a1 белая ладья · c1 белая ладья | 3 |
| 2 | c8 чёрная ладья · g8 чёрный король · a7 чёрная пешка · b7 чёрная пешка · g7 чёрный слон · h7 чёрная пешка · d6 чёрная пешка · g6 чёрная пешка · d5 белая пешка · e5 чёрная пешка · f5 чёрный слон · h5 чёрный конь · b4 чёрный ферзь · c4 чёрная ладья · c3 белый конь · e3 белый слон · g3 белая пешка · h3 белая пешка · a2 белая пешка · b2 белая пешка · e2 белый ферзь · f2 белая пешка · g2 белый слон · h2 белый король · a1 белая ладья · c1 белая ладья | c8 чёрная ладья · g8 чёрный король · a7 чёрная пешка · b7 чёрная пешка · g7 чёрный слон · h7 чёрная пешка · d6 чёрная пешка · g6 чёрная пешка · d5 белая пешка · e5 чёрная пешка · f5 чёрный слон · h5 чёрный конь · b4 чёрный ферзь · c4 чёрная ладья · c3 белый конь · e3 белый слон · g3 белая пешка · h3 белая пешка · a2 белая пешка · b2 белая пешка · e2 белый ферзь · f2 белая пешка · g2 белый слон · h2 белый король · a1 белая ладья · c1 белая ладья | c8 чёрная ладья · g8 чёрный король · a7 чёрная пешка · b7 чёрная пешка · g7 чёрный слон · h7 чёрная пешка · d6 чёрная пешка · g6 чёрная пешка · d5 белая пешка · e5 чёрная пешка · f5 чёрный слон · h5 чёрный конь · b4 чёрный ферзь · c4 чёрная ладья · c3 белый конь · e3 белый слон · g3 белая пешка · h3 белая пешка · a2 белая пешка · b2 белая пешка · e2 белый ферзь · f2 белая пешка · g2 белый слон · h2 белый король · a1 белая ладья · c1 белая ладья | c8 чёрная ладья · g8 чёрный король · a7 чёрная пешка · b7 чёрная пешка · g7 чёрный слон · h7 чёрная пешка · d6 чёрная пешка · g6 чёрная пешка · d5 белая пешка · e5 чёрная пешка · f5 чёрный слон · h5 чёрный конь · b4 чёрный ферзь · c4 чёрная ладья · c3 белый конь · e3 белый слон · g3 белая пешка · h3 белая пешка · a2 белая пешка · b2 белая пешка · e2 белый ферзь · f2 белая пешка · g2 белый слон · h2 белый король · a1 белая ладья · c1 белая ладья | c8 чёрная ладья · g8 чёрный король · a7 чёрная пешка · b7 чёрная пешка · g7 чёрный слон · h7 чёрная пешка · d6 чёрная пешка · g6 чёрная пешка · d5 белая пешка · e5 чёрная пешка · f5 чёрный слон · h5 чёрный конь · b4 чёрный ферзь · c4 чёрная ладья · c3 белый конь · e3 белый слон · g3 белая пешка · h3 белая пешка · a2 белая пешка · b2 белая пешка · e2 белый ферзь · f2 белая пешка · g2 белый слон · h2 белый король · a1 белая ладья · c1 белая ладья | c8 чёрная ладья · g8 чёрный король · a7 чёрная пешка · b7 чёрная пешка · g7 чёрный слон · h7 чёрная пешка · d6 чёрная пешка · g6 чёрная пешка · d5 белая пешка · e5 чёрная пешка · f5 чёрный слон · h5 чёрный конь · b4 чёрный ферзь · c4 чёрная ладья · c3 белый конь · e3 белый слон · g3 белая пешка · h3 белая пешка · a2 белая пешка · b2 белая пешка · e2 белый ферзь · f2 белая пешка · g2 белый слон · h2 белый король · a1 белая ладья · c1 белая ладья | c8 чёрная ладья · g8 чёрный король · a7 чёрная пешка · b7 чёрная пешка · g7 чёрный слон · h7 чёрная пешка · d6 чёрная пешка · g6 чёрная пешка · d5 белая пешка · e5 чёрная пешка · f5 чёрный слон · h5 чёрный конь · b4 чёрный ферзь · c4 чёрная ладья · c3 белый конь · e3 белый слон · g3 белая пешка · h3 белая пешка · a2 белая пешка · b2 белая пешка · e2 белый ферзь · f2 белая пешка · g2 белый слон · h2 белый король · a1 белая ладья · c1 белая ладья | c8 чёрная ладья · g8 чёрный король · a7 чёрная пешка · b7 чёрная пешка · g7 чёрный слон · h7 чёрная пешка · d6 чёрная пешка · g6 чёрная пешка · d5 белая пешка · e5 чёрная пешка · f5 чёрный слон · h5 чёрный конь · b4 чёрный ферзь · c4 чёрная ладья · c3 белый конь · e3 белый слон · g3 белая пешка · h3 белая пешка · a2 белая пешка · b2 белая пешка · e2 белый ферзь · f2 белая пешка · g2 белый слон · h2 белый король · a1 белая ладья · c1 белая ладья | 2 |
| 1 | c8 чёрная ладья · g8 чёрный король · a7 чёрная пешка · b7 чёрная пешка · g7 чёрный слон · h7 чёрная пешка · d6 чёрная пешка · g6 чёрная пешка · d5 белая пешка · e5 чёрная пешка · f5 чёрный слон · h5 чёрный конь · b4 чёрный ферзь · c4 чёрная ладья · c3 белый конь · e3 белый слон · g3 белая пешка · h3 белая пешка · a2 белая пешка · b2 белая пешка · e2 белый ферзь · f2 белая пешка · g2 белый слон · h2 белый король · a1 белая ладья · c1 белая ладья | c8 чёрная ладья · g8 чёрный король · a7 чёрная пешка · b7 чёрная пешка · g7 чёрный слон · h7 чёрная пешка · d6 чёрная пешка · g6 чёрная пешка · d5 белая пешка · e5 чёрная пешка · f5 чёрный слон · h5 чёрный конь · b4 чёрный ферзь · c4 чёрная ладья · c3 белый конь · e3 белый слон · g3 белая пешка · h3 белая пешка · a2 белая пешка · b2 белая пешка · e2 белый ферзь · f2 белая пешка · g2 белый слон · h2 белый король · a1 белая ладья · c1 белая ладья | c8 чёрная ладья · g8 чёрный король · a7 чёрная пешка · b7 чёрная пешка · g7 чёрный слон · h7 чёрная пешка · d6 чёрная пешка · g6 чёрная пешка · d5 белая пешка · e5 чёрная пешка · f5 чёрный слон · h5 чёрный конь · b4 чёрный ферзь · c4 чёрная ладья · c3 белый конь · e3 белый слон · g3 белая пешка · h3 белая пешка · a2 белая пешка · b2 белая пешка · e2 белый ферзь · f2 белая пешка · g2 белый слон · h2 белый король · a1 белая ладья · c1 белая ладья | c8 чёрная ладья · g8 чёрный король · a7 чёрная пешка · b7 чёрная пешка · g7 чёрный слон · h7 чёрная пешка · d6 чёрная пешка · g6 чёрная пешка · d5 белая пешка · e5 чёрная пешка · f5 чёрный слон · h5 чёрный конь · b4 чёрный ферзь · c4 чёрная ладья · c3 белый конь · e3 белый слон · g3 белая пешка · h3 белая пешка · a2 белая пешка · b2 белая пешка · e2 белый ферзь · f2 белая пешка · g2 белый слон · h2 белый король · a1 белая ладья · c1 белая ладья | c8 чёрная ладья · g8 чёрный король · a7 чёрная пешка · b7 чёрная пешка · g7 чёрный слон · h7 чёрная пешка · d6 чёрная пешка · g6 чёрная пешка · d5 белая пешка · e5 чёрная пешка · f5 чёрный слон · h5 чёрный конь · b4 чёрный ферзь · c4 чёрная ладья · c3 белый конь · e3 белый слон · g3 белая пешка · h3 белая пешка · a2 белая пешка · b2 белая пешка · e2 белый ферзь · f2 белая пешка · g2 белый слон · h2 белый король · a1 белая ладья · c1 белая ладья | c8 чёрная ладья · g8 чёрный король · a7 чёрная пешка · b7 чёрная пешка · g7 чёрный слон · h7 чёрная пешка · d6 чёрная пешка · g6 чёрная пешка · d5 белая пешка · e5 чёрная пешка · f5 чёрный слон · h5 чёрный конь · b4 чёрный ферзь · c4 чёрная ладья · c3 белый конь · e3 белый слон · g3 белая пешка · h3 белая пешка · a2 белая пешка · b2 белая пешка · e2 белый ферзь · f2 белая пешка · g2 белый слон · h2 белый король · a1 белая ладья · c1 белая ладья | c8 чёрная ладья · g8 чёрный король · a7 чёрная пешка · b7 чёрная пешка · g7 чёрный слон · h7 чёрная пешка · d6 чёрная пешка · g6 чёрная пешка · d5 белая пешка · e5 чёрная пешка · f5 чёрный слон · h5 чёрный конь · b4 чёрный ферзь · c4 чёрная ладья · c3 белый конь · e3 белый слон · g3 белая пешка · h3 белая пешка · a2 белая пешка · b2 белая пешка · e2 белый ферзь · f2 белая пешка · g2 белый слон · h2 белый король · a1 белая ладья · c1 белая ладья | c8 чёрная ладья · g8 чёрный король · a7 чёрная пешка · b7 чёрная пешка · g7 чёрный слон · h7 чёрная пешка · d6 чёрная пешка · g6 чёрная пешка · d5 белая пешка · e5 чёрная пешка · f5 чёрный слон · h5 чёрный конь · b4 чёрный ферзь · c4 чёрная ладья · c3 белый конь · e3 белый слон · g3 белая пешка · h3 белая пешка · a2 белая пешка · b2 белая пешка · e2 белый ферзь · f2 белая пешка · g2 белый слон · h2 белый король · a1 белая ладья · c1 белая ладья | 1 |
|   | a | b | c | d | e | f | g | h |   |

В этой позиции Таль пожертвовал фигуру за пешку и инициативу: 21... Кf4. Жертва некорректна, но Ботвинник и здесь, и на 24-м ходу выбирает неверные ходы и в итоге получает проигранную позицию. 22.gf ef 23.Сd2 Ф:b2 24.Лab1 f3! 24.Л:b2 fe 25.Лb3 Лd4 26.Сe1 Ce5+ и в эндшпиле с двумя пешками за фигуру и позиционным перевесом чёрные выиграли.
Таль больше всего известен как мастер комбинационной игры, обладавший огромным талантом, неповторимым «романтическим» стилем, способностью быстро просчитывать многоходовые варианты и исключительной интуицией. Журналисты называли его «волшебником», «пиратом», «шахматным Паганини», гроссмейстеры Владимир Крамник и Сергей Шипов, говоря об одновременном сочетании исключительного таланта и яркой игры, характеризовали Таля как «инопланетянина».
Многие жертвы Таля при последующем анализе оказывались некорректными. Таль нередко жертвовал материал не потому, что видел конкретный выигрывающий вариант, а ради получения игровой инициативы. Таль вынуждал соперника защищаться и ставил перед ним всё новые и новые задачи, так что тот, в конце концов, допускал ошибку. Стиль Таля радикально отличался от рационального позиционного стиля его предшественников — Ботвинника и Смыслова. С течением времени творчество Таля эволюционировало от острокомбинационного до универсального стиля. Если молодой Таль придавал особое значение интуитивной оценке позиции, необходимости творческого риска в сложной игре (многие жертвы, по его мнению, вообще не нуждаются в конкретном расчёте; достаточно взгляда на возникающую позицию, чтобы убедиться в том, что жертва правильна), то более позднюю игру Таля отличали глубина идей, высокое техническое мастерство, умение проводить на практике цельные стратегические планы. На рубеже 1970-х — 1980-х Таль выиграл большое количество партий, играя строго позиционно.
Таль не был дебютным теоретиком, но хорошо ориентировался в новинках дебютной моды. Он помогал Карпову в подготовке к несостоявшемуся матчу с Фишером, был в команде Карпова на матче против Корчного в Багио.
Из-за особенной манеры держаться за доской во время игры, надолго задерживая взгляд на сопернике, на пике карьеры Таля ходили слухи, что он гипнотизирует соперников. Известен случай, когда в последнем туре турнира претендентов 1959 года по этой причине Бенко пришёл на партию против Таля в тёмных очках. На что Таль, под смех зрителей, также надел большие пляжные тёмные очки, одолженные им у Т. Петросяна. Партия закончилась вничью.
Гарри Каспаров вспоминал о Тале так:
Несмотря на суперкороткое пребывание на шахматном троне (тоже рекорд), Таль был одной из самых ярких звёзд на шахматном небосклоне. Комбинации, жертвы, неисчерпаемый оптимизм — всё это было отражением советского общества, облегчённо вздохнувшего после ежовых рукавиц сталинизма.

## Матчи на первенство мира
- 1960 — Михаил Таль : Михаил Ботвинник +6 −2 =13. Одолев М.Ботвинника, Таль выиграл и стал 8 - ым чемпионом мира в 1960 году, продержался всего 1 год и 3 месяца.
- 1961 — Михаил Таль : Михаил Ботвинник +5 −10 =6. Звёздным часом в 1961 г. для Михаила Ботвинника стала триумфальная победа над Талем - 10 партий, тогда как Таль взял верх в 5 партиях.

## Факты. В кино и на телевидении

Памятник Михаилу Талю в Риге (Верманский парк)

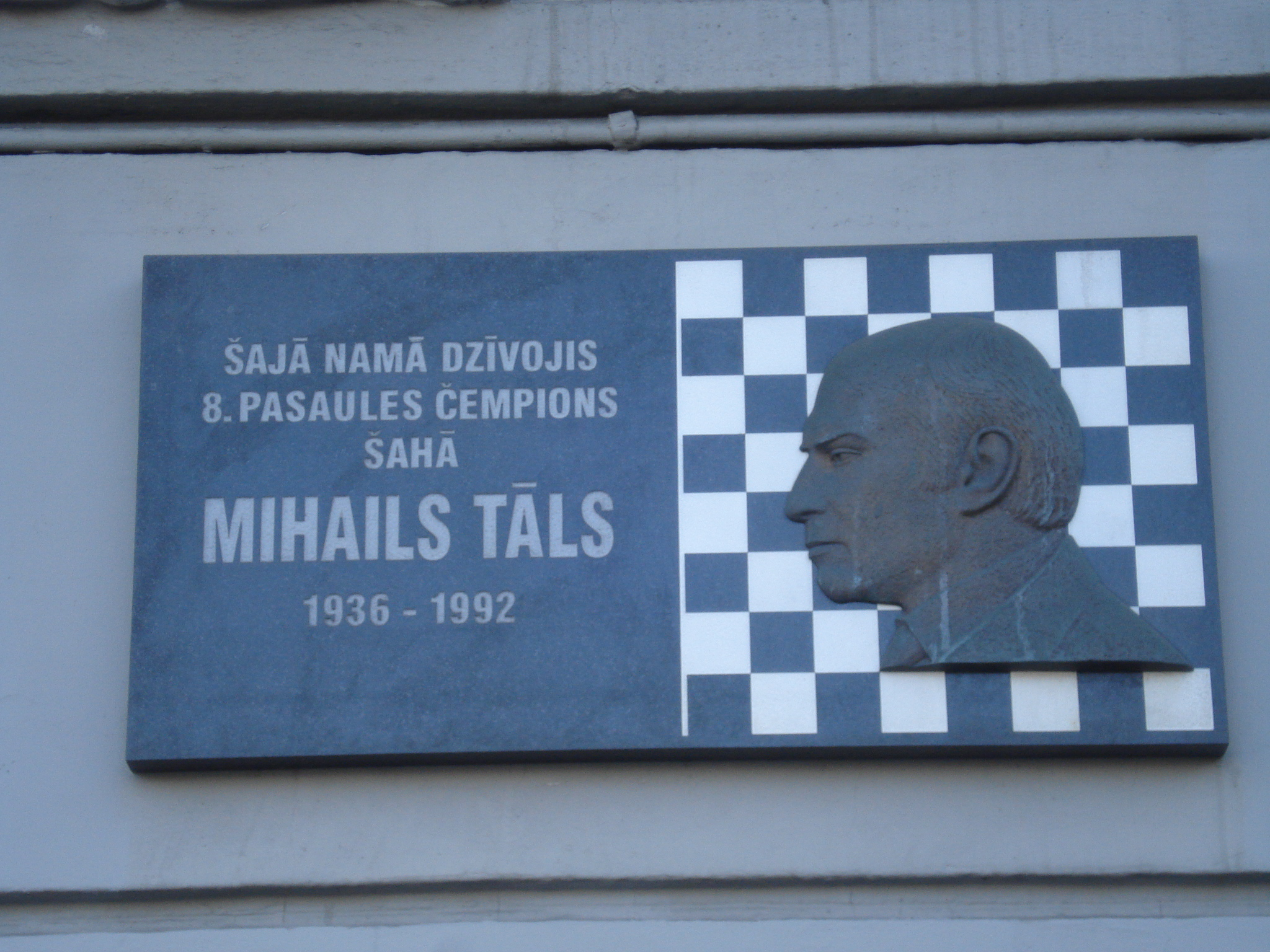
Памятная доска Михаилу Талю в Риге

Почтовая марка Латвии, 2001 год

- Владимир Высоцкий в песне «Честь шахматной короны. Подготовка», посвящённой подготовке вымышленного персонажа к матчу с Фишером, пел:

Мы сыграли с Талем десять партий -
В преферанс, в очко и на бильярде.
Таль сказал: «Такой не подведёт!»
Сам М. Таль отозвался об этой песне так:

… Что же касается происхождения этих строк, то при всём добром отношении Владимира Семёновича, я никоим образом не просился туда, а попал только из-за фамилии.— На 31-й минуте Встречи в концертной студии Останкино с экс-чемпионом мира по шахматам Михаилом Талем (1988 г.). Ведущий: Яков Дамский.
- Снялся в научно-популярном фильме «Семь шагов за горизонт» (1968 г.), в котором дал сеанс одновременной игры вслепую на 10 партий с шахматистами-перворазрядниками. Результат: 4 выигрыша и 6 ничьих[44].
- Снялся в фильме «Гроссмейстер» — в роли самого себя.
- Выступлению Таля на межзональном турнире в Риге посвящён документальный фильм Ансиса Эпнера «Двадцать лет спустя» (1980).
- У Таля от рождения было три пальца на правой руке, тем не менее он играл на рояле[45].

## Память
- Режиссёр Ансис Эпнерс в 1980 году снял документальный фильм «Михаил Таль. 20 лет спустя» посвященный гроссмейстеру[46].
- В Верманском парке в Риге установлен памятник Михаилу Талю.
- В 2011 году одной из новых улиц района Скансте в Риге было присвоено имя Михаила Таля[47].
- В 2001 году в Латвии была выпущена почтовая марка, посвящённая Талю.
- С 2006 года в Москве проходит шахматный турнир — Мемориал Таля.
- 5 сентября 2011 года в Элисте в конференц-зале шахматного городка Сити-Чесс открылся Музей шахматной славы, посвящённый Михаилу Талю и названный его именем.

## Книги
Многие книги были написаны Талем в соавторстве с мастером Яковом Дамским. Некоторые из книг, авторами которых указаны оба шахматиста, вышли после смерти Таля, но включают его интервью, комментарии к партиям и др.
- «Матч Ботвинник-Таль» (1961)
- «В огонь атаки» (совместно с Я. Дамским, 1978)
- «Когда оживают фигуры» (1983)
- «Компоненты успеха» (совместно с Я. Дамским, 2005)
- «На алтарь Каиссы» (совместно с Я. Дамским, 2006)
- «Атака»

## Изменения рейтинга
| Графики недоступны из-за технических проблем. См. информацию на Фабрикаторе и на mediawiki.org. |

### Биографии
- Васильев В. Л. Загадка Таля. Второе «я» Петросяна. — М., 1973.
- Каспаров Г. К. От Эйве до Таля // Мои великие предшественники. — М.: РИПОЛ классик, 2005. — Т. 2. — С. 415—515. — 512 с. — ISBN 5-790-52239-4.
- Кобленц А. Н. Дорогами шахматных сражений (из дневника тренера). — Рига, 1963.
- Кобленц, А. Н. Воспоминания шахматиста. — М.: Физкультура и спорт, 1986. — 240 с.
- Линдер И. М., Линдер В. И. Михаил Таль. Жизнь и игра. — М.: АСТ, Астрель, 2008. — 312 с. — ISBN 978-5-17-052409-9.
- Ландау С. (лит. запись Аркадия Арканова). Элегия Михаила Таля. — М.: Наука, 1998. — 215 с. — ISBN 5-784-60012-5.

### Сборники партий
- Михаил Таль. Творчество. — Рига: RETORIKA — А, 2002 — В шести томах (автор — составитель В. Кириллов). ISBN 9-984-67049-X + доп. том Говорит и показывает Таль (Там же, 2006. — ISBN 9-984-67061-9)